# William Yarrell
William Yarrell ( Londres, 3 de junio de 1784 - Great Yarmouth, 1 de septiembre de 1856) fue un librero y naturalista inglés.
Yarrell es conocido por ser el autor de The History of British Fishes (2 vols., 1836) y The History of British Birds (2 vols., 1843). El último se reeditó en numerosas ocasiones y fue el libro de referencia para una generación de ornitólogos británicos.
Fue el primero en describir el cisne chico (Cygnus bewickii) en 1830, distinguiéndolo del cisne cantor (Cygnus cygnus).
Yarrell nació en Londres. Su padre fue un vendedor de periódicos al que sucedió en el negocio, en el que permaneció hasta pocas años antes de su muerte. Yarrell tenía la fama de ser la mejor escopeta y la mejor caña de pescar de Londres, y pronto se convirtió en un experto naturalista.
Murió durante una excursión a Great Yarmouth.

## Honores
En 1825 fue elegido miembro de la Sociedad linneana de Londres, de la que llegó a ser tesorero y contribuyó en numerosas ocasiones en sus publicaciones Transactions. También fue uno de los miembros fundadores de la Zoological Society of London.
Varias especies llevan el nombre de Yarrell, entre ellas están las aves Carduelis yarrellii y Eulidia yarrellii así como una especie de pez. La subespecie británica de la lavandera blanca, Motacilla alba yarrellii, también lleva su nombre.

## Algunas publicaciones
- Observations on the Tracheae of Birds, with Descriptions and Representations of several not hitherto figured. — Linn. Trans. XV. 378
- Description of a species of Tringa, killed in Cambridgeshire, new to England and Europe. — Ibid. xvi. 109
- On the Organs of Voice in Birds. — Ibid. xvi. 305
- On a new species of Wild Swan, taken in England, and hitherto confounded with the Hooper. — Ibid. xvi. 445
- Description of the Organs of Voice in a new species of Wild Swan (Cygnus buccinator, Richards.) — Ibid. xvii
- Descriptions of Three British Species of Freshwater Fishes, belonging to the genus Leuciscus of Klein. — Ibid. xvii. 5
- On the Habits and Structure of the Great Bustard (Otis tarda of Linnaeus). — Ibid. xxi. 155
- Notice of an Interwoven Mass of Filaments of Conferva fluviatilis of extraordinary size. — Proc. Linn. Soc. i. p. 65
- On the Influence of the Sexual Organ in modifying External Character. — Journ. Linn. Soc. i. p. 76

### Libros
- Illustrated with woodcuts: in two parts. History of British fishes. 120 pp.

## Abreviatura (zoología)
La abreviatura Yarrell  se emplea para indicar a William Yarrell como autoridad en la descripción y taxonomía en zoología.